# Kammeltal-Radweg
Der Kammeltal-Radweg führt von Süden nach Norden auf einer Strecke von ca. 70 km von der Kammelquelle bei Erisried nach Offingen entlang der Kammel durch den Schwäbischen Barockwinkel.

## Streckenverlauf
Der Kammeltal-Radweg beginnt an der Kammelquelle im Landschaftsschutzgebiet Hochfirst bei Erisried und endet in Offingen an der Donau. Der Radweg verläuft auf verkehrsarmen, fast durchgehend asphaltierten Wegen und eignet sich daher besonders gut für einen Radausflug mit der ganzen Familie. Von Erisried führt der Radweg im Kammeltal über Stetten (Schwaben), Kammlach, Oberrieden, Breitenbrunn, Loppenhausen, Haupeltshofen, Aletshausen, Niederraunau, Krumbach (Schwaben), Billenhausen, Erisweiler, Halbertshofen, Neuburg an der Kammel, Keuschlingen, Behlingen, Unterrohr, Ettenbeuren, Wettenhausen, Hammerstetten, Großanhausen, Unterknöringen und Remshart nach Offingen, wo die Kammel in die Mindel mündet.
Der Verlauf des Radweges ist in OpenStreetMap einsehbar.
Von Mindelheim bis Neuburg a.d.Kammel verläuft parallel zu dem Radweg die Mittelschwabenbahn, so dass man Teilstücke des Weges mit der Bahn zurücklegen kann.
Der Kammeltal-Radweg verbindet den durch Dirlewang verlaufenden Kneipp-Radweg mit dem Donauradweg, in den der Kammeltal-Radweg bei Offingen mündet. In Offingen trifft der Radweg außerdem auf den Mindeltal-Radweg, der jedoch einige Kilometer weiter nördlich an der Mündung der Mindel in die Donau endet. Im gesamten Verlauf des Kammeltal-Radweges gibt es Querverbindungen zu dem westlich, im Günztal verlaufenden Günztal-Radweg beziehungsweise dem östlich, im Mindeltal verlaufenden Mindeltal-Radweg.

## Interessante Orte und Sehenswürdigkeiten am Streckenverlauf
- Apfeltrach, Ortsteil Katzbrui-Mühle (ca. 7,5 km südwestlich von Apfeltrach[4]): einzige altdeutsche Getreidemühle Deutschlands aus dem 17. Jahrhundert
- Mindelheim: Mindelburg, historische Altstadt, Schwäbisches Krippenmuseum, Textilmuseum Mindelheim, Südschwäbisches Archäologiemuseum Mindelheim, Heimatmuseum, Schwäbisches Turmuhrenmuseum;
- Pfaffenhausen: Pfarrkirche St. Stephan;
- Breitenbrunn, Ortsteil Bedernau (ca. 2,8 km südwestlich von Breitenbrunn[4]): Naturtherme Bedernau;
- Haupeltshofen: Wallfahrtskirche Mariä Heimsuchung;
- Niederraunau: Pfarrkirche St. Maria und Allerheiligen, das von den Herren von Freyberg erbaute Schloss, Ecce-Homo-Kapelle;
- Krumbach (Schwaben): Pfarrkirche St. Michael, Lichtenstein'sches Schloss, Mühlkapelle, Hürbener Wasserschloss, St. Ulrichskirche, Lindlkirche, Mittelschwäbisches Heimatmuseum, Wachsmuseum Krumbach; Heilbad Krumbad (ca. 1,5 km östlich von Krumbach[4]);
- Billenhausen: Dossenberger-Pfarrhof, Kirche St. Leonhard;
- Neuburg an der Kammel: Schloss; Edelstetten (ca. 2,5 km östlich von Neuburg[4] im Tal des Haselbachs): Kloster Edelstetten und Pfarrkirche St. Johannes Baptist und Johannes Evangelist;
- Naichen (ca. 0,5 km östlich von Keuschlingen[4]): Hammerschmiedemuseum Naichen;
- Ettenbeuren: Pfarrkirche Mariä Himmelfahrt;
- Wettenhausen: Kloster Wettenhausen: Klosterkirche Mariä Himmelfahrt und Kaisersaal;
- Hammerstetten: Kirche St. Nikolaus;
- Burgau (ca. 2 km östlich von Unterknöringen[4]): Altstadt, Heimatmuseum im Schloss, Tiermuseum, Stadtpfarrkirche Maria Himmelfahrt;
- Remshart: Naherholungsgebiet Silbersee;
- Offingen: Schloss und Rundkapelle;

## Karten
- Bayernnetz für Radler, Radnetzkarte im Maßstab 1:625.000 auf der Grundlage der Übersichtskarte Bayern 1:500.000, hrsg. vom Bayerischen Staatsministerium des Innern, Ministerium für Wirtschaft, Infrastruktur, Verkehr und Technologie, München 2005, ISBN 3-910088-95-3.